# Huwei (Yunlin)
Huwei (chinesisch 虎尾鎮, Pinyin Hǔwěi zhèn, taiwanisch: Hó͘-bóe-tìn) ist eine Stadtgemeinde des Landkreises Yunlin in der Republik China (Taiwan).

## Lage und Beschreibung

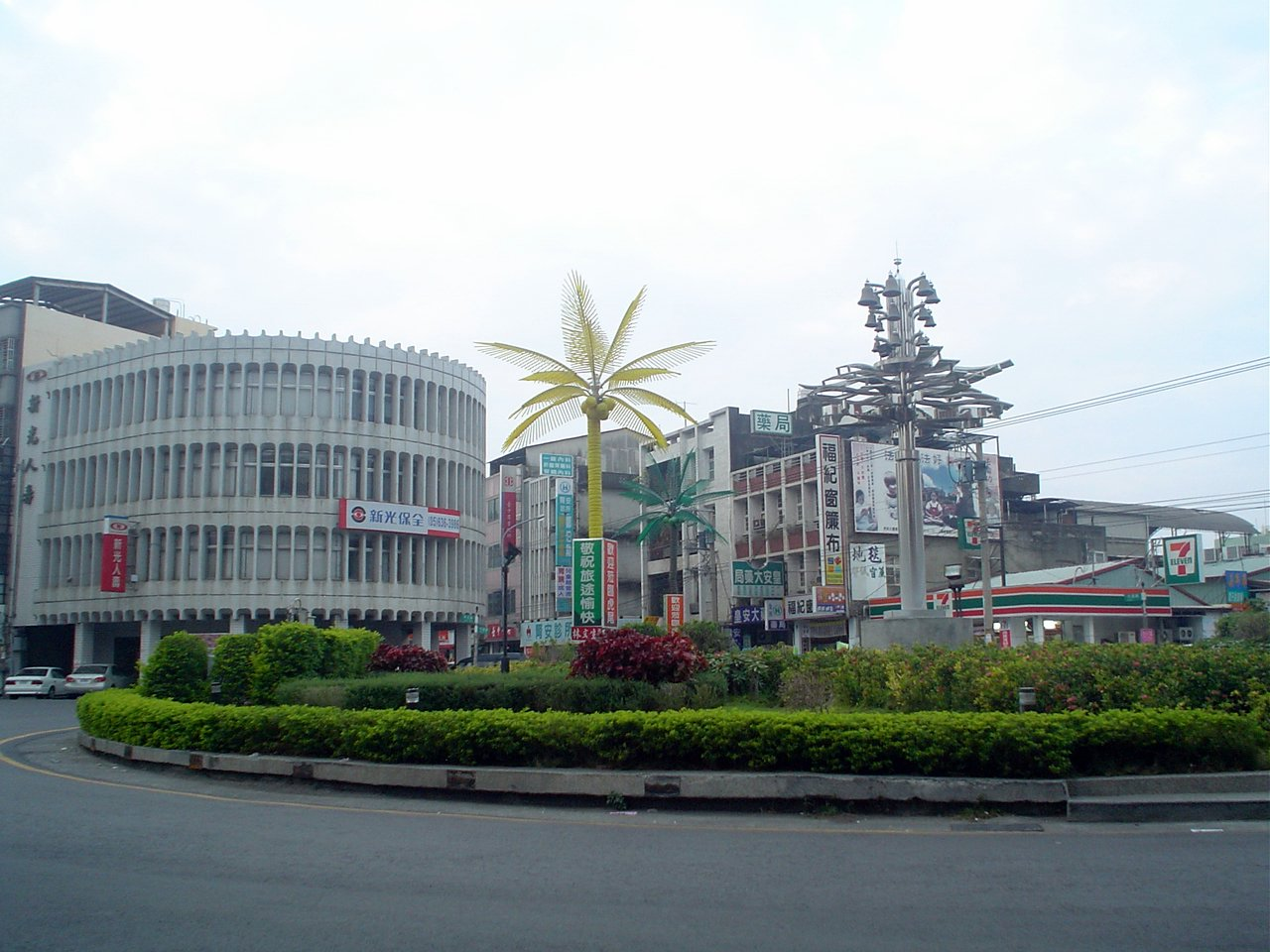
Kreisverkehr in Huwei

Huwei ist eine zentrale Stadtgemeinde im Landkreis Yunlin. Sie grenzt an Lunbei im Nordosten, Erlun und Xiluo im Norden, Citong und Douliu im Nordosten, Dounan im Osten und Südosten, Dapi im Süden und Tuku im Westen. Huwei ist mit fast 71.000 Einwohnern (September 2024) die zweitgrößte Gemeinde Yunlins nach der Hauptstadt Douliu.
Geologisch liegt die Gemeinde in der Schwemmebene des weiter nördlich gelegenen Flusses Zhuoshui und am Übergang zwischen Changhua-Ebene und Jianan-Ebene. Die drei längsten Flüsse sind der Xinhuwei (新虎尾溪) im Norden, der Jiuhuwei (舊虎尾溪) im Zentrum und der Huwei (虎尾溪) im Süden.
In Huwei befinden sich die Nationaluniversität Formosa NFU (國立虎尾科技大學 Guoli Huwei Keji Daxue) und einige Abteilungen der Nationaluniversität Taiwan.

## Geschichte

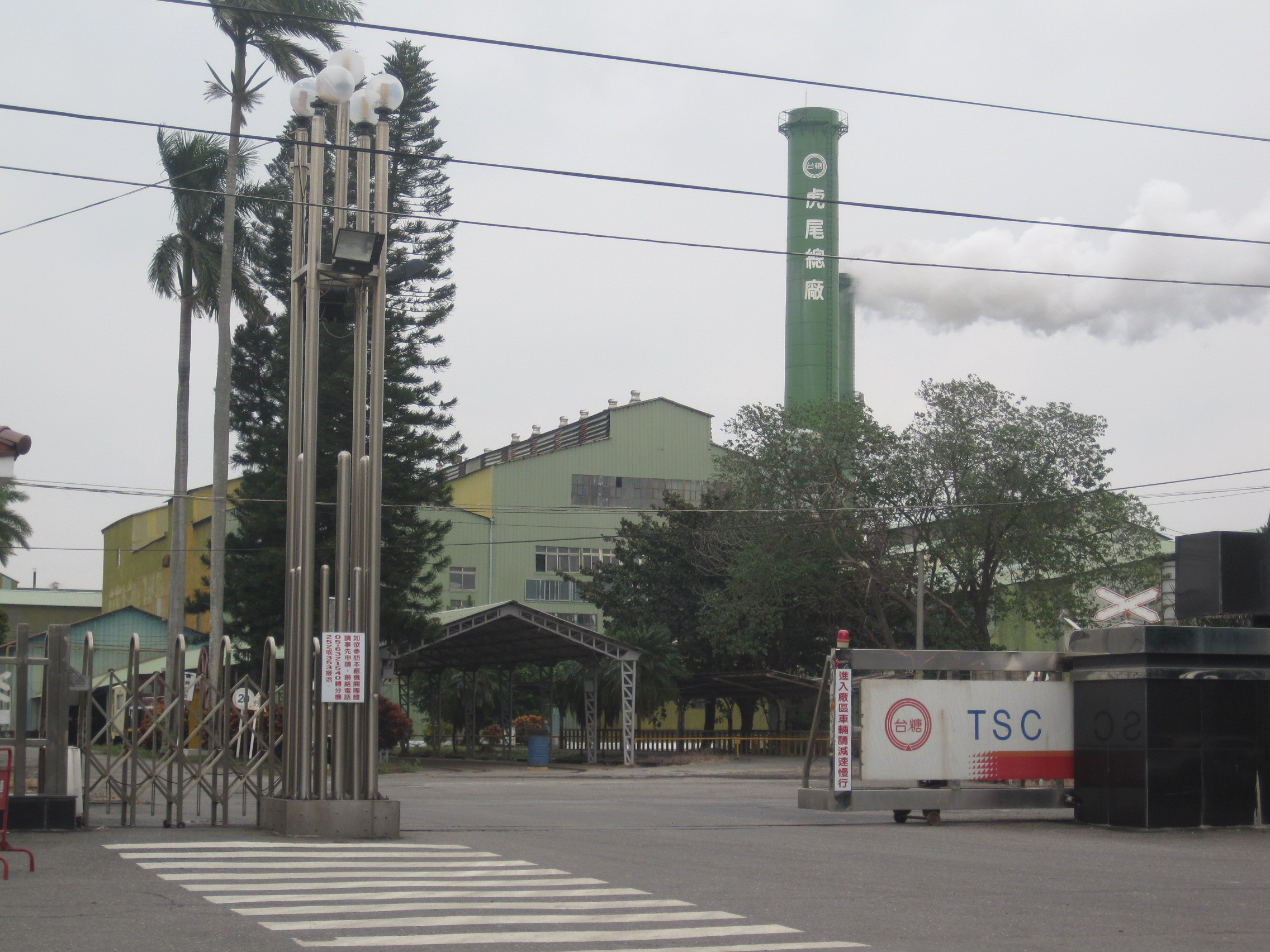
Die Huwei-Zuckerfabrik heute

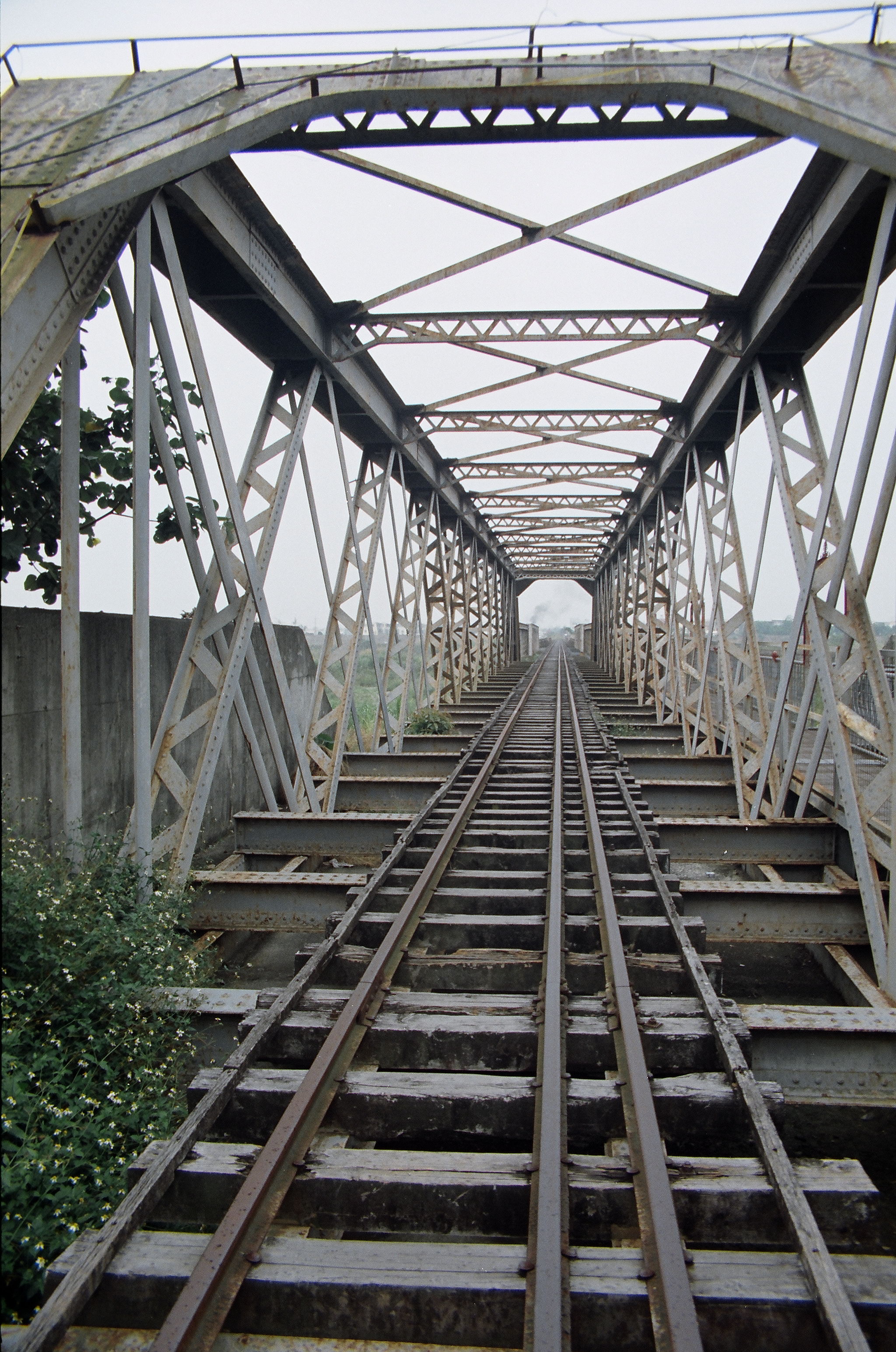
Die Huwei-Stahlbrücke

Die Gegend des heutigen Huwei war ursprünglich von taiwanischen Ureinwohnern, vom Volk der Babuza, bewohnt. Diese hatten hier eine bedeutende Siedlung, die in den niederländischen Aufzeichnungen des 17. Jahrhunderts als Favorlang bezeichnet wurde (es existierten verschiedene Schreibweisen).
Die ab Anfang des 18. Jahrhunderts einwandernden chinesischen Siedler verdrängten die Ureinwohner, machten das Land urbar und betrieben Landwirtschaft. Sie nannten das Gebiet 后尾 (Hòuwěi, taiwanisch: Āu-bué). Den Schriftzeichen nach bedeutet dies „Ganz hinten“, allerdings gibt es auch die Vermutung, dass es sich bei dem Namen um die lautliche Nachahmung eines Ortsnamens der Ureinwohner handelt. Die bedeutendste chinesische Siedlung der Gegend war Wujiancuo (五間厝).
Zur Zeit der japanischen Herrschaft über Taiwan wurde das erste Schriftzeichen des Ortsnamens, 后 (hòu, japanisch: go), durch das ähnlich klingende 虎 (hǔ, Tiger, japanisch: ko) ersetzt, sodass der Ortsname nun „Tigerschwanz“ bedeutet.
Während der japanischen Kolonialzeit wurden die Dörfer der Region als Gemeinde Huwei zusammengefasst. Die Japaner förderten den Zuckerrohranbau, errichteten eine Zuckerfabrik und industrialisierten die Zuckerproduktion. Zum An- und Abtransport wurde eine „Zuckerbahnlinie“ mit einem Bahnhof in Huwei geschaffen. Der Ort erlebte einen wirtschaftlichen Aufschwung. In dieser Zeit wurde Huwei die „Zuckerhauptstadt“ (糖都 tangdu) genannt. Ende des Zweiten Weltkriegs wurde der Ort wiederholt von der US-Luftwaffe bombardiert und die Zuckerfabrik zerstört.
Nach der Übernahme Taiwans durch die Republik China und dem Zwischenfall vom 28. Februar 1947 kam es auch in Huwei zu Zusammenstößen zwischen Einheimischen, Waishengren und der von der Kuomintang kontrollierten Armee. Nach dem Ende der Unruhen wurden gefangengenommene Bürger durch die Straßen geführt, zur Schau gestellt und anschließend auf dem Ostmarkt (東市場) durch Erschießung hingerichtet.
1950 wurde Huwei ein Teil des neuen Landkreises Yunlin. Die Zuckerindustrie blieb bis Ende der 1960er Jahre ein bedeutender Wirtschaftsfaktor.

## Verkehr und Wirtschaft

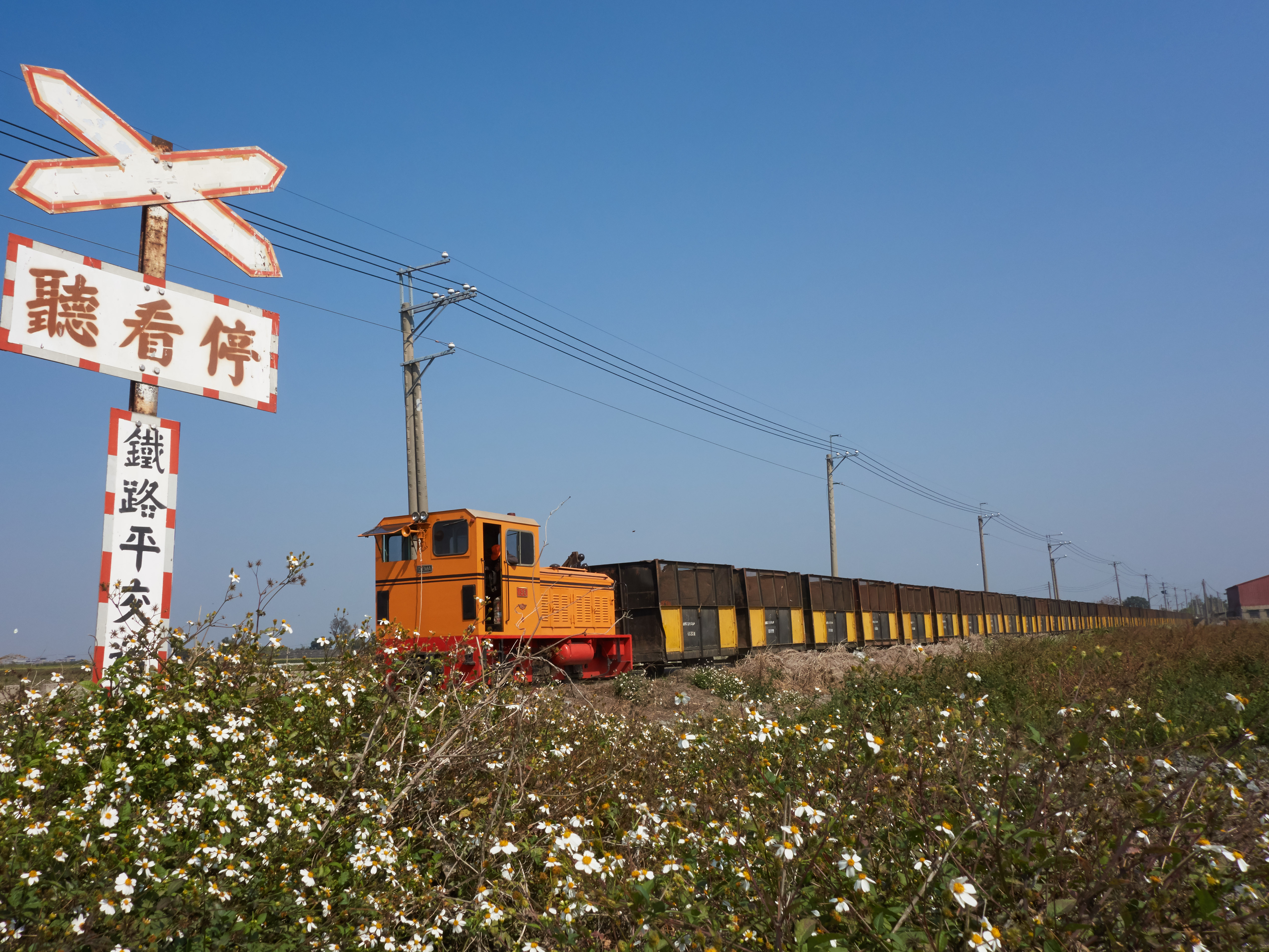
Zuckerbahn in Huwei

In Huwei liegt der Bahnhof Yunlin der Taiwan High Speed Rail THSR (高鐵雲林站). Die Autobahn Nationalstraße 1 durchquert den Osten Huweis von Nord nach Süd, die Provinz-Schnellstraße 78 streift die Gemeinde im Süden. Im Zentrum kreuzen sich die Kreisstraßen 145 (Nord-Süd) und 158 (West-Ost-Südost). Huwei ist durch einige Buslinien an seine Umgebung angebunden.
Huwei gehört zu den wenigen Orten, an denen die alte Bahnlinie zum Transport von Zuckerrohr noch in Betrieb ist.
Der wichtigste Wirtschaftszweig Huweis ist die Landwirtschaft. Produziert werden Zuckerrohr, Reis, Erdnüsse, Süßkartoffeln, Spargel, Knoblauch und Mais. Auch Blumenzucht wird betrieben (Gladiolen, Chrysanthemen, Tuberosen und Lavendel). Zudem gibt es Fabriken im Bereich der Lebensmittelverarbeitung. Der Central Taiwan Science Park (中部科學園區 Zhongbu Kexue Yuanqu), dessen Zentrale sich in Taichung befindet, hat in Huwei einen Teilpark mit den Schwerpunkten Optoelektronik und Biotechnologie.
Viele Einwohner der ländlichen Umgebung und Nachbargemeinden suchen Huwei mit seinen zahlreichen Geschäften und Banken auf, um Einkäufe und finanzielle Angelegenheiten zu erledigen.

## Kultur und Sehenswürdigkeiten

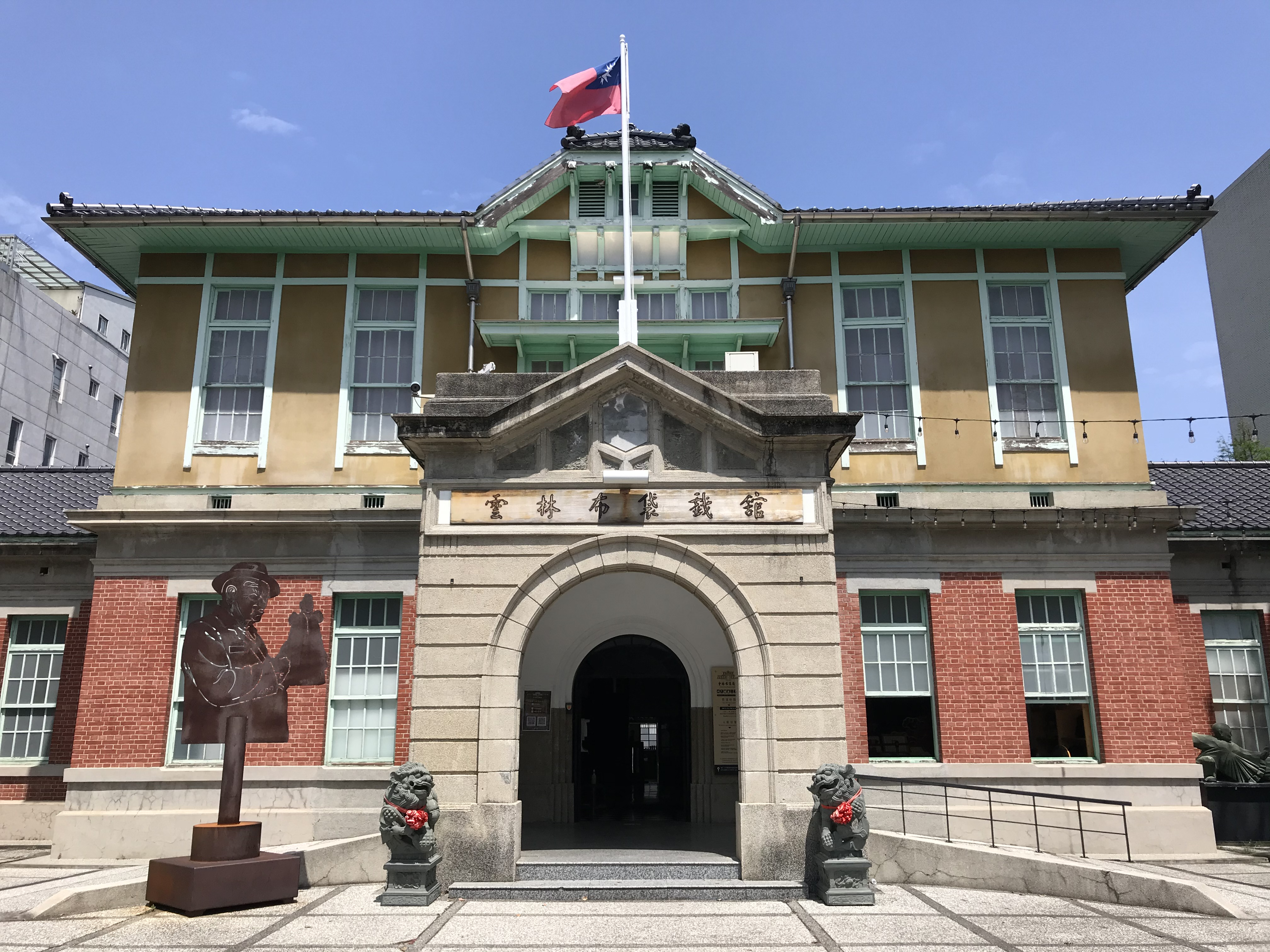
Das japanische Amtsgebäude und heutige Puppenmuseum

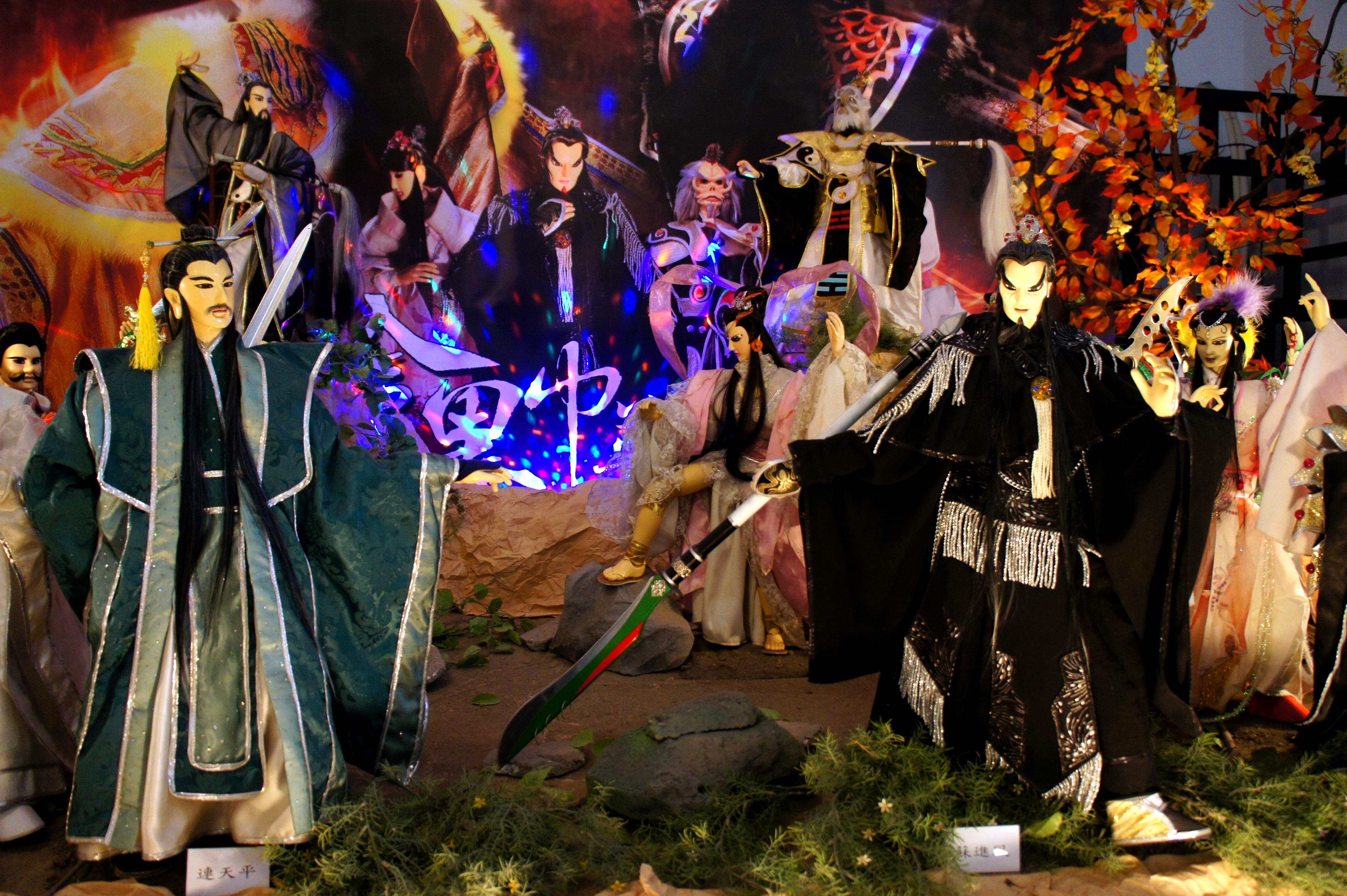
Im Handpuppen-Museum

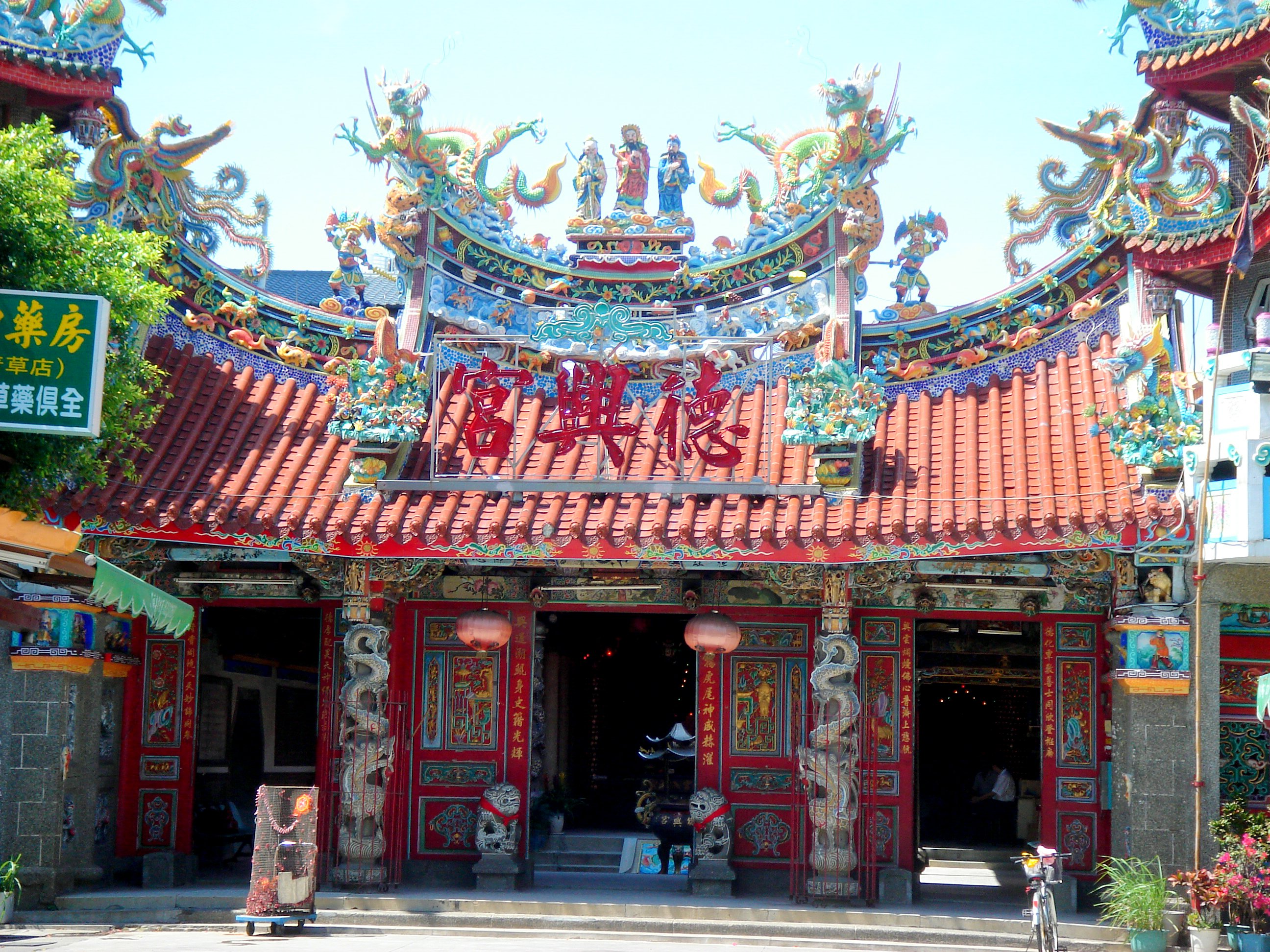
Der Dexing Gong

In Huwei sind einige Bauwerke aus der japanischen Kolonialzeit erhalten, z. B. die Huwei-Stahlbrücke über den Huwei-Fluss aus dem Jahr 1931, die dem Zuckerrohrtransport dient und sich heute im Besitz der Taiwan Sugar Company befindet, und das ehemalige japanische Amtsgebäude Huweijun Yisuo (虎尾郡役所). In diesem Gebäude befindet sich heute das Yunlin Handpuppen-Museum (雲林布袋戲館 Yunlin Budaixi Guan) mit Ausstellungen rund um das Handpuppentheater, das in Yunlin eine lange Tradition hat. Auch das Unternehmen Pili International Multimedia (霹靂布袋戲 Pili Budaixi, taiwanisch: Phek-le̍k Pò͘-tē-hì), das Taiwans beliebteste Handpuppen-Fernsehserie produziert, hat seinen Hauptsitz in Huwei.
In Huwei gibt es eine Reihe daoistischer und buddhistischer Tempel, wie etwa den 1765 errichteten Dexing Gong (德興宮) mit seiner Hauptgottheit Chi Fu Qiansui (Chi Mengbiao 池夢彪), dessen Geburtstag am 18. Tag des sechsten Mondmonats mit einem vielbesuchten Umzug gefeiert wird. Im Tempel befindet sich eine historische Rarität, eine Steinplatte mit einer amtlichen Bekanntmachung aus dem Jahr 1782, auf der Erpressung und Betrug mithilfe anonymer Leichen unter Strafandrohung verboten werden.
Ein weiteres bedeutendes Heiligtum ist der Fu’an Gong (福安宮), dessen Hauptgöttin Mazu traditionell die Schutzpatronin der Beschäftigten der Huwei-Zuckerfabrik war, ihren Altar zeitweise auf dem Fabrikgelände hatte und daher den Beinamen Zuckerfabrik-Mazu (糖廠媽祖) trägt. Der wichtigste buddhistische Tempel Huweis ist der Huwei Si (虎尾寺), 1936 zur japanischen Kolonialzeit gegründet, das heute zu einem Nonnenkloster gehört. Außerdem beherbergt Huwei einige christliche Gemeinden.